# Лиат: Спираль мира
«Лиат: Спираль мира» — компьютерная игра в жанре графического квеста, разработанная российской компанией «Амбер» под руководством Дмитрия Цырухина и выпущенная в 1998 году. Игра представляет собой классический квест с видом от третьего лица, в котором игрок управляет молодым волшебником Криссом, путешествующим по фэнтезийному миру Азеретус.
Разработка игры началась в середине 1990-х годов под влиянием квестов Sierra Entertainment, особенно серий Quest for Glory и Gabriel Knight. Техническое решение создателей позволило сочетать предварительно отрендеренные трёхмерные сцены с плавными переходами между локациями и взаимодействием героя с окружением. Несмотря на положительные отзывы о визуальном стиле, критики отмечали некоторые недостатки в анимации персонажей, озвучке и структуре повествования.

## Игровой процесс

Скриншот игрового процесса

«Лиат» представляет собой графический квест, в котором игрок управляет молодым волшебником по имени Крисс, путешествующим по фэнтезийному миру Азеретус. Игра использует традиционный для квестов интерфейс с видом от третьего лица и переходом между статичными, заранее отрендеренными локациями. Передвижение по миру осуществляется как переходами между отдельными экранами, так и с помощью специальной карты, доступной из меню.
Игровой процесс сосредоточен на исследовании локаций, общении с персонажами, сборе и использовании предметов, а также применении магических заклинаний для решения головоломок. Главный герой обладает набором действий, доступных через меню: «посмотреть», «поговорить», «взять» и «применить». Игрок может менять время суток (день/ночь), что влияет на некоторые механики игры и доступность определённых заклинаний.
В игре присутствует система магии, позволяющая игроку использовать различные заклинания, которые можно найти, получить от персонажей или изготовить по рецептам. Магические формулы применяются для сбора компонентов, преодоления препятствий и решения загадок. Кроме того, в игре представлены алхимические и магические предметы, которые нужно правильно комбинировать и использовать для продвижения по сюжету. Уровень прогресса игрока измеряется очками, которые можно потратить на подсказки от феи Итены, сопровождающей главного героя. Повествование в игре осуществляется через диалоги с персонажами и стилизованные «комиксовые» вставки, которые появляются после успешного решения ключевых задач.

## Сюжет
Действие «Лиат» происходит в фэнтезийном мире Азеретус, где переплетаются магия, современные технологии и дикая природа. Игрок управляет молодым волшебником Криссом, который вместе с феей Итеной отправляется навестить подругу Тихе, которая переехала в Азеретус.
По прибытии Крисс обнаруживает практически заброшенный город. В лаборатории Тихе герой находит только записку с предупреждением об опасности, после чего его арестовывают. Выбравшись из тюрьмы с помощью магии, Крисс узнаёт, что жители Азеретуса живут в страхе из-за пророчества о приходе зла, известного как Лиат, которое должно явиться в человеческом облике. Исследуя город, Крисс общается с различными обитателями, находит Тихе и узнаёт о проклятии, из-за которого время в Азеретусе течёт неправильно. Дальнейший сюжет вовлекает героя в несколько переплетающихся линий: он помогает сёстрам Лине и Миранде, пытается вылечить заболевшую Итену, противостоит колдуну Когане и проходит ритуал посвящения древней цивилизации дартов.

## Разработка
Идея игры «Лиат» возникла в середине 1990-х у Дмитрия Цырухина, вдохновлённого квестами Sierra, особенно сериями Quest for Glory и Gabriel Knight. Первоначально планировалось создать рисованный квест с элементами RPG, но после обсуждений с продюсером проекта Олегом Кожуховым из компании «Амбер» было решено использовать трёхмерную графику. В команду разработчиков вошли Алексей Чепраков (3D-художник), Леонид Ларионов (аниматор лиц), Ирина и Дмитрий Сафроновы (программисты), а также Игорь Селиванов и Алексей Данилкин, создатели «Бермудского синдрома». Рабочая демо-версия появилась к выставке «Аниграф» 1997 года.
Технологически разработчики совместили предварительно просчитанные трёхмерные локации с возможностью свободного перемещения персонажа, создав «бесшовную технологию» соединения спрайтового героя с векторным миром и плавные «перелёты» камеры между сценами. Особое внимание уделялось анимации фонов и трёхмерному моделированию лиц персонажей. После демонстрации ранней версии «Лиат» на европейских выставках студия заключила контракт с немецким издателем Project 2. Планировалось выпустить игру в нескольких европейских странах и вести переговоры о выходе в США. Для российского и западного рынков создавались разные версии: русскоязычная должна была содержать адаптированный текст с юмором для местных игроков. К августу 1998 года была готова альфа-версия с более чем 100 сценами и 30 персонажами. Выпуск планировался на осень 1998 года и в конечном итоге состоялся в конце этого же года (по другим данным — в начале 1999).

## Критика
| Иноязычные издания    | Иноязычные издания |
| Издание               | Оценка             |
| --------------------- | ------------------ |
| Power Play            | 64 из 100          |
| Just Adventure        | C                  |
| Quandary              | 2 из 5             |
| PC Joker              | 49 %               |
| PC Player             | 64 %               |
| Русскоязычные издания |                    |
| Издание               | Оценка             |
| Game.EXE              | 82 %               |
| «Домашний ПК»         | 4 из 5             |
| «Игромания»           | 8,1 из 10          |
| «НИМ»                 | 7 из 10            |
| «Страна игр»          | 7 из 10            |

«Лиат» получила преимущественно положительные отзывы от российской игровой прессы. Все обозреватели единогласно отметили высокое качество графики и стильный дизайн игры как её главное достоинство.
Борис Романов из «Страны игр» и Ольга Цыкалова из Game.EXE особенно высоко оценили визуальный стиль игры. Романов отметил «по-настоящему стильный и современный дизайн, аналогов которому у нас пока просто нет», а Цыкалова охарактеризовала игровой мир как «совершенно рукотворный», где «каждый экран смотрится как законченное художественное произведение». Она также заметила, что «Лиат» стала первой российской игрой, «с самого начала предназначенной в основном для западного рынка».
Александр Птица из журнала «Домашний ПК» назвал «Лиат» игрой с «такой сказочностью, такой „нереальной реальностью“», которую «давно не видел». По его словам, «с некоторых игровых экранов так и хочется сделать копии и использовать их в качестве „обоев“ на рабочем столе Windows». При этом он отметил, что главной мотивацией при прохождении игры становится «не желание выполнить очередную задачу, а предчувствие удовольствия от очередной невероятно красивой картинки». Критики также отметили ряд недостатков игры. Наиболее часто упоминалась «посредственная озвучка персонажей». Обозреватели указывали на проблемы с интерфейсом и «ненатуральную» анимацию передвижений главного героя. По словам Птицы, когда персонаж начинает двигаться, «мгновенно появляются мысли о том, что Крисс изготовлен из того же материала, что и всенародно любимый Буратино, или учился передвигаться у роботов».
Наиболее критическую оценку дал Гуру Брамин из «Навигатора игрового мира», отметивший проблемы с сюжетом и отсутствие ясной мотивации для игрока: «Мы выполняем наш основной квест — находим пропавшую подругу, когда не прошло и трети игры; и подруга ничем новым нас не озадачивает. Зачем бродить по этому миру дальше?». Тем не менее, он назвал «Лиат» «одним из самых интересных и достойных покупки квестов на российском рынке» благодаря графическому исполнению. Павел Петроченков из «Домашнего компьютера» также отметил проблемы с балансом сложности, указав, что без встроенных подсказок «пройти игру крайне сложно».
Зарубежные издания отнеслись к игре более критично. Рэй Айви из Just Adventure отметила визуальные достоинства игры, назвав игровые экраны «серией маленьких шедевров», и высоко оценила эффект перемещения камеры между локациями. Однако критик указала на проблемы с английским переводом, нелогичность головоломок и «деревянные» диалоги, заключив, что «Лиат — игра для коллекционеров приключений, тех, кому интересны российские игры, и тех, кто не может насытиться магией». Схожую позицию заняла Розмари Янг из Quandary, которая похвалила «восхитительно выразительную графику и музыку», но раскритиковала недостаточно проработанный сюжет, проблемы с интерфейсом и многочисленные баги: «Несмотря на многочисленные шероховатости, Liath не лишена очарования, и хотя я хотела бы дать ей положительный отзыв, по правде говоря, я просто не могу».
Немецкий журнал Power Play также отметил нереализованный потенциал игры: «„Лиат“ может быть неогранённым алмазом, но неогранённые алмазы не получают высших оценок!». Рецензент раскритиковал несоответствие возраста персонажа и его озвучки, отсутствие синхронизации губ, неестественную анимацию движений главного героя в помещениях и множество других мелких недоработок. «Project Two, похоже, не везёт с приключенческими играми… И именно восхитительно атмосферная „Лиат“ особенно раздражает, потому что огромный потенциал, присущий этой игре, бессмысленно растрачивается из-за множества мелких недостатков и небрежностей». Схожую оценку дал немецкий PC Player, который сравнил игровой процесс с «кораблём в тайфуне». По мнению рецензента, «первые часы играешь с растущим любопытством», отмечая стильную фоновую графику и атмосферную музыку, а также удобную для новичков систему подсказок, «которая почти соблазняет на мошенничество». Однако «уровень головоломок, к сожалению, не дотягивает до этого качества». Журнал PC Joker отметил, что «привлекательная рендеренная графика, меланхоличная музыка и более типичное для ролевых игр смешивание волшебных зелий поначалу кажутся многообещающими», но «вскоре становятся очевидны слабости этого квеста: скованные актёры, загадочные значки интерфейса и запутанные головоломки заставляют путешественника во времени пожалеть, что он не остался в настоящем с лучшими представителями жанра».